# Theodor Reik
Theodor Reik (Vienna, 12 maggio 1888 – New York, 31 dicembre 1969) è stato uno psicoanalista austriaco, seguace e stretto collaboratore di Sigmund Freud.
È noto soprattutto per la causa giudiziaria che lo vide coinvolto per il presunto esercizio abusivo della professione medica, dato che era laureato in filosofia; in sua difesa intervenne lo stesso Freud che, con lo scritto Il problema dell'analisi condotta da non medici (1926) - divenuto ormai un classico di coloro che si richiamano alla "psicoanalisi laica" - contribuì a scagionarlo, e a dimostrare la legittimità dell'utilizzo della psicoanalisi anche da parte dei non medici.
Fu docente all'Istituto Psicoanalitico di Berlino fino al 1934, quando emigrò nei Paesi Bassi a seguito dell'avvento del nazismo in Germania. Emigrato in seguito negli Stati Uniti per sfuggire alle persecuzioni razziali, nel 1948 fondò la NPAP (National Psychological Association for Psychoanalysis), società scientifica che ancora oggi ha il compito di riunire e tutelare gli analisti non medici negli Stati Uniti.
Le sue opere si concentrarono in particolare su tematiche a sfondo antropologico, religioso e criminologico. Sulla falsariga dello scritto freudiano Totem e tabù (1913), svolse ricerche di psicoanalisi applicata, che abbracciano tematiche come la "couvade" (atteggiamento di partecipazione paterna alla gravidanza) e i riti di iniziazione. Altre indagini affrontate riguardavano tematiche religiose ebraiche.

## Opere tradotte in italiano
- Il rito religioso : studi psicanalitici, trad. di Franco Ferrarotti, Einaudi, Torino, 1949;  Boringhieri, Torino, 1969, prefazione di Sigmund Freud; Ghibli, Milano, 2017
- Amore e lussuria : i rapporti sessuali visti da uno psicanalista, trad. di Francesco Saba Sardi, Sugar, Milano, 1960; Longanesi, Milano, 1968
- Sesso e sentimenti nell'uomo e nella donna, trad. di Adriana Dell'Orto, Sugar, Milano, 1961; Garzanti, Milano, 1976
- Il masochismo nell'uomo moderno, Sugar, Milano, 1963
- L'impulso a confessare, trad. di Ada Costantino, Feltrinelli, 1967
- Psicanalisi della Bibbia : la creazione della donna, la tentazione, trad. di Pietro Angarano,  Garzanti, 1968
- Psicologia dei rapporti sessuali, trad. di Raffaele Petrillo, Feltrinelli, 1968
- Mito e colpa, trad. di Rosetta De Mauro Ceretti, Sugar, Milano, 1969
- Trent'anni di psicoanalisi con Freud, trad. di Massimo Negri, Newton Compton, Roma, 1974
- Il bisogno di essere amati, trad. di Ludovica Gentile, Il pensiero scientifico, Roma, 1975